# Дважды два — пять (Альфонс Алле)
«Дважды два — пять (2+2=5)» (фр. Deux et deux font cinq) — шестой прижизненный сборник рассказов Альфонса Алле, юмориста, эксцентричного французского писателя и главы авангардной школы фумизма.
Сборник «Deux et deux font cinq (2+2=5)» был впервые опубликован в Париже (1895 год), а затем (в течение XX века) выдержал сотни переизданий. Это одна из самых известных и популярных книг Альфонса Алле, вместившая в себя основные черты его стиля и экстравагантного подхода к освещению событий своего времени.

## История
Сборник Альфонса Алле «Дважды два — пять (2+2=5)» находится почти точно посередине списка выпущенных при жизни книг этого автора. Одновременно это — один из самых зрелых и популярных сборников рассказов, получивший наибольшее распространение.
Эта книга включает в себя 65 рассказов (в некоторых изданиях — 63):351-353, опубликованных годом или двумя годами ранее (с конца 1893 года до конца марта 1895 года) в парижских газетах «Журнал» (фр. Le Journal) и «Чёрный кот» (фр. Le Chat Noir). Такой способ составления сборников был традиционным для Алле: для начала получив некоторые пожелания издателя (Поля Оллендорфа), затем он по своему разумению составлял очередной «годовой» сборник, как правило, из тех газетных рассказов, которые он сочтёт лучшими за последнее время (в распространённом жанре «best of last», лучшее из последнего).
В сборнике «Дважды два — пять (2+2=5)» немало сюжетов в духе чёрного юмора, предвосхищающих сюрреализм или дадаизм. Многие сюрреалисты (в частности, Рене Магритт, Макс Эрнст, Валентина Гюго, Ман Рэй и Марсель Дюшан) вообще считали Альфонса Алле (и в его лице весь фумизм, говоря шире) одним из своих ранних предтеч. Три рассказа Андре Бретон включил в свою (первую в своём роде) «Антологию чёрного юмора», признав, таким образом, высокие сюрреалистические качества прозы Альфонса Алле:31. И в самом деле, многие сюжеты Алле не имеют «здравого» обыденного объяснения.
В оглавлении сборника «Дважды два — пять» можно найти несколько совсем особенных рассказов, которые несут в себе черты совсем не юмористические, а иногда жутковатые или провидческие. Например, «Экономический патриотизм» (фр. Patriotisme économique) не только предвосхитил (более чем на сотню лет) этот странноватый бюрократический термин, введённый в июле 2005 года социал-демократическим премьер-министром Франции Домиником де Вильпеном во время своей пресс-конференции:32, но и подробно описал будущее появление бактериологического (и химического) оружия в Европе за двадцать лет до начала Первой Мировой войны. В жутковатой гротескной форме рассказ описывает основные черты и лозунги созданной спустя три десятка лет нацистской идеологии уничтожения отдельных народов, глядя на этот вопрос с противоположной стороны окопов. Обращаясь с экзальтированным «публичным письмом» к тогдашнему лидеру парижских националистов Полю Деруле голосом «патриота Франции» (фактически, будущего французского фашиста), Альфонс Алле напрямую предлагает чудодейственное средство: «уничтожить всех немцев» без единого выстрела при помощи одних только «бацилл и отравляющих веществ».

«...Представьте, мы бы могли уволить громоздкую армию и устроить в казармах прекрасные казино, мы отправили бы лошадей на скачки, а все бесполезные пушки продали в металлолом. Весь этот хлам в одну минуту стал бы ненужным. И мы бы его ликвидировали, вот как!
Вместо всего этого шумного, бестолкового и дорогостоящего снаряжения можно было бы тайно оборудовать несколько небольших военных лабораторий, в которых наши лучшие учёные стали бы культивировать и размножать самые опасные болезнетворные вирусы в необходимой для них питательной среде...»:223— ( Альфонс Алле, из рассказа «Экономический патриотизм» )
А в маленькой, стилизованной под рассказ цирковой пьесе (с элементами загробной мистики) под названием «Месть Магнума» (фр. La Vengeance de Magnum, в русском переводе рассказ носит название «Чекушева месть»):149 Альфонс Алле предписывает исполнителям главных ролей повторить одну чётко выписанную маленькую мизансцену «не менее двух десятков раз» и продолжать её, пока публика не посинеет:151. Тем самым автор пьесы более чем за семь десятков лет предвосхитил основные черты грядущего стиля минимализм: сразу в литературе, театре и кинематографе.
Ещё один рассказ «Интересное положение» (фр. Proposition ingénieuse) сделан в виде законодательной инициативы, написанной то ли идиотом, то ли махровым анархистом. В духе крайне циничной и жёсткой сатиры своего старшего современника Петра Шумахера, Альфонс Алле предлагает официально разрешить всем кавалерам Ордена Почётного легиона (высшей награды Франции) быть рогоносцами.

«...И мне отлично понятно, что из всей нашей прессы только Вы один и способны придать моему проекту достаточно привлекательности и авторитета, а затем привлечь к нему внимание Парламента, в котором сидит столько пустых задниц с бесполезными голосами. Вот прекрасный шанс для них, чтобы  наконец-то оправдать своё в высшей степени глупое существование...»:228— ( Альфонс Алле, из рассказа «Интересное положение» )
Заканчивается сборник ироничными и короткими, наподобие афоризмов, «Записками с Лазурного Берега». Жанр «путевых заметок» был очень модным и распространённым в последнюю треть XIX века, когда путешествия европейцев постепенно становились массовыми вследствие бурного технологического развития транспорта. Почти все известные писатели и журналисты по заданию своих издателей или журналов отметились в этом жанре. Однако в своих кратких иронических записках (почти анекдотах) Альфонс Алле сумел вдохнуть новую жизнь в этот, казалось бы, затёртый и обыденный способ рассказывать о своём отдыхе.

## Переводы

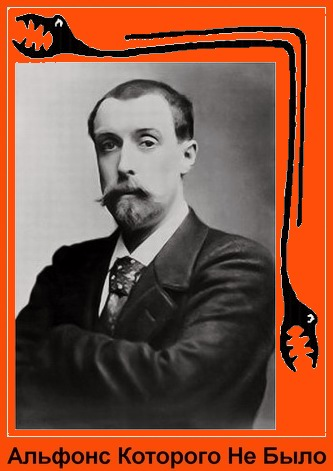
Альфонс Алле (35-летний), фотография из книги

В 2013 году издательством «Центр Средней Музыки» и Лики России, Санкт-Петербург, была выпущена книга: Юрий Ханон, «Альфонс, которого не было». Это «первая книга» на русском языке с текстами об Альфонсе Алле и его рассказами. В неё вошли два известнейших сборника рассказов Альфонса Алле: «Мы не говядина», «Дважды два почти пять», а также микро-сборник (как он отмечен в тексте) «Три ботинка»:39 и два больших предисловия: «Альфонс который был» и «Альфонс которого не было». Русский текст книги полностью составил Юрий Ханон.

«…B эту книгу…, я повторяю, в эту книгу я вложил всё…, 

 …всё что мне до сих пор было известно о тупости и 

   о скудоумии…, я повторяю, о скудоумии и тупости…, 

    вашей тупости…, мадам, мсье…, и даже мадмуазель. 

А всех остальных я попросил бы не беспокоиться.
Потому что беспокоиться — поздно»:5.
— ( Юрий Ханон, эпиграф из книги «Альфонс которого не было»)
Как видно даже из одного названия сборника «Дважды два — почти пять», автор не просто перевёл книгу на русский язык, но и усилил впечатление остроты абсурда словесной игры Альфонса Алле. Аналогичным образом Юрий Ханон поступил и с текстами рассказов Альфонса Алле. Вот что он сам пишет по этому поводу:
С самого начала, обнаружив на странице не одного, а целых двух авторов этого текста, читатель якобы честно предупреждён: перед ним находится не подстрочный перевод и даже не педантичная трансляция (или адаптация) с одного языка на другой язык статей и прочих текстов руки Альфонса. Проще говоря, данный литературный продукт не является профессиональной работой переводчика. Ни одного. И даже более того, читатель может быть уверен, что русский текст заметно отличается от французского оригинала, как минимум таким же неизбежным образом, как отличается поэтический оригинал от перевода другого самобытного поэта.
Основной целью второго автора было донести не текст, а дух, интонацию и намерения такого оригинального и жёстко-эксцентричного автора, каким был Альфонс Алле. Многие, если не большинство из его текстов вовсе не могут быть адекватно переведены на русский язык (в точном смысле слова «перевод»):60-61.